# Giovanni Bianchetti (politico)
Giovanni Bianchetti (Ornavasso, 27 febbraio 1809 – Ornavasso, 12 aprile 1890) è stato un politico e apicoltore italiano.

## Biografia
Medico, padre di Enrico, fu un affermato apicoltore noto in Italia e all'estero. 
Fu Deputato del Regno di Sardegna per sei legislature, eletto nei collegi di Domodossola I e Biandrate. Fu, inoltre, Sindaco di Domodossola.